# نیکولای یاکوونکو
نیکولای یاکوونکو (روسی: Николай Иванович Яковенко؛ ۵ نوامبر ۱۹۴۱ – ۲۲ دسامبر ۲۰۰۶) کشتی‌گیر اهل اتحاد جماهیر شوروی سوسیالیستی بود.
وی در مسابقات کشوری و بین‌المللی در مجموع برندهٔ ۳ مدال طلا، ۲ مدال نقره، ۱ مدال برنز شده‌است.